# 関東地方の難読地名一覧
関東地方の難読地名一覧（かんとうちほうのなんどくちめいいちらん）は、関東地方の難読地名の一覧である。

## 関東地方の難読地名一覧
※都道府県コード順及び市町村コード順

### 茨城県
- 木葉下町（あぼっけちょう） - 水戸市
- 大足町（おおだらちょう） - 水戸市
- 全隈町（またぐまちょう） - 水戸市

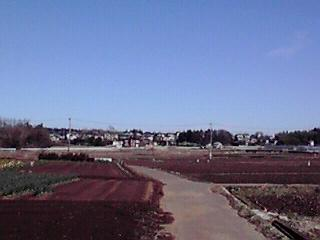
つくば市大角豆

- 上河内町（かみがちちょう） - 水戸市・那珂市
- 東河内町（ひがしごうどちょう） - 日立市
- 大甕（おおみか） - 日立市

　　住所などでは大みかになっている。
- 神立（かんだつ） - 土浦市
- 常名（ひたな） - 土浦市
- 女沼（おなぬま）- 古河市
- 五部（ごへい） - 古河市[1]
- 茨城（ばらき） - 石岡市
- 加生野（かようの） - 石岡市
- 弓弦（ゆづり） - 石岡市
- 鹿窪（かなくぼ） - 結城市[1]
- 七五三場（しめば） - 結城市[1]
- 直鮒（すうぶな） - 龍ケ崎市
- 国生（こっしょう） - 常総市[2]
- 収納谷（すのうや） - 常総市
- 曲田（まがった） - 常総市
- 水海道（みつかいどう） - 常総市
- 堅磐町（かきわちょう） - 常陸太田市
- 天下野（けがの） - 常陸太田市
- 高道祖（たかさい） - 下妻市[1]
- 随分附（なむさんづけ） - 笠間市
- 小堀（おおほり） - 取手市
- 小浮気（こぶけ） - 取手市
- 女化町（おなばけちょう） - 牛久市
- 東猯穴町（ひがしまみあなちょう） - 牛久市
- 天宝喜（あまぼうき） - つくば市
- 大角豆（ささぎ） - つくば市
- 手子生（てごまる） - つくば市
- 泊崎（はっさき） - つくば市
- 酒列（さかつら） - ひたちなか市
- 蜆塚（しいずか）- ひたちなか市
- 四十発句（しじゅうほつく）- ひたちなか市
- 足崎（たらざき）- ひたちなか市
- 部田野（へたの）- ひたちなか市
- 狢谷津（むじなやつ）- ひたちなか市
- 潮来（いたこ） - 潮来市
- 赤法花（あかぼっけ） - 守谷市
- 女方（おざかた） - 筑西市[1]
- 関本肥土（せきもとあくと） - 筑西市[1]

- 月出里（すだち） - 稲敷市
- 行方（なめがた） - 行方市
- 次木（なみき） - 行方市
- 烟田（かまた） - 鉾田市
- 子生（こなじ） - 鉾田市
- 樛木（つきぬき） - つくばみらい市
- 狸穴（まみあな） - つくばみらい市
- 先後（まつのち） - 小美玉市
- 廻戸（はさまど） - 稲敷郡阿見町
- 生板（まないた） - 稲敷郡河内町
- 大歩（わご） - 猿島郡境町[1]

### 栃木県
- 鐺山（こてやま） - 宇都宮市
- 駒生（こまにゅう）[3] - 宇都宮市
- 徳次郎（とくじら） - 宇都宮市　※行政上での読みを「とくじろう」としていたが、2021年3月1日より「とくじら」に戻した[4]。
- 野高谷（のごや） - 宇都宮市
- 曲師（まげし）-宇都宮市
- 県（あがた） - 足利市
- 利保町（かかぼちょう） - 足利市
- 八椚（やつくぬぎ） - 足利市
- 五十部町（よべちょう） - 足利市
- 卸厨町　（みくりやまち）- 足利市
- 新（あらい） - 栃木市
- 稲荷祠（いなりづか） - 栃木市（→大平町西水代）
- 庚塚（かねつか） - 栃木市（→大平町西水代）
- 瞽女石（ごぜいし） - 栃木市（→大平町西山田）
- 皀角子戸（さいかちど） - 栃木市（→大平町牛久）
- 猿渕（ざるぶち） - 栃木市（→大平町富田）
- 戸恒（とづね） - 栃木市（→大平町伯仲）
- 藤岡町帯刀（ふじおかまちたてわき） - 栃木市
- 藤岡町新波（ふじおかまちにっぱ） - 栃木市
- 倭町（やまとちょう） - 栃木市
- 岩舟町五十畑（いわふねまちいかばた） - 栃木市
- 岩舟町新里（いわふねまちにっさと） - 栃木市
- 岩舟町曲ヶ島（いわふねまちまがのしま） - 栃木市
- 鐙塚町（あぶづかちょう） - 佐野市
- 庚申塚町（かねづかちょう） - 佐野市
- 築地町（ついじちょう） - 佐野市
- 四十八願（よいなら） - 佐野市
- 樅山町（もみやままち） - 鹿沼市
- 東小来川（ひがしおころがわ） - 日光市
- 西小来川（にしおころがわ） - 日光市
- 中小来川（なかおころがわ）- 日光市
- 荊沢（おとろざわ） - 日光市
- 神鳥谷（ひととのや） - 小山市
- 道祖土（さやど） - 真岡市
- 真岡（もおか） - 真岡市
- 砂ケ原（いさがはら） - 真岡市
- 上江連　（かみえづら）-真岡市
- 寒井（さぶい） - 大田原市
- 佐良土（さらど） - 大田原市
- 親園（ちかその） - 大田原市
- 接骨木（にわとこ） - 那須塩原市
- 箭坪（やつぼ） - 那須塩原市
- 熟田（にいた） - さくら市

- 上三川（かみのかわ） - 河内郡上三川町
- 三軒在家（さぎざき） - 河内郡上三川町（→上郷）
- 蓼沼（たてぬま） - 河内郡上三川町
- 汗（ふざかし） - 河内郡上三川町（東汗と西汗がある）
- 生田目（なばため） - 芳賀郡益子町
- 鮎田（あいだ） - 芳賀郡茂木町
- 烏生田（うごうた）- 芳賀郡茂木町
- 後郷（うらごう） - 芳賀郡茂木町
- 神井（かのい） - 芳賀郡茂木町
- 九石（さざらし）- 芳賀郡茂木町
- 茂木（もてぎ） - 芳賀郡茂木町
- 玉生（たまにゅう） - 塩谷郡塩谷町
- 船生（ふにゅう） - 塩谷郡塩谷町
- 薬利（くずり） - 那須郡那珂川町
- 壬生（みぶ） - 下都賀郡壬生町

### 群馬県
- 橳島町（ぬでじままち） - 前橋市

※ぬで島と表記されることがある。
- 女屋町（おなやまち） - 前橋市
- 檜物町（ひものちょう） - 高崎市
- 多比良（たいら） - 高崎市
- 橳尾（ぬでのお） - 高崎市
- 安楽土町（あらとちょう） - 桐生市

※旧町名。集会所名に残る。現在の東の一部。
- 黒保根町宿廻（くろほねちょうしゅくめぐり） - 桐生市
- 広沢町間ノ島（ひろさわちょうあいのしま） - 桐生市
- 寄日（よっぴ） - 桐生市
- 大茂（だいもん） - 桐生市
- 間野谷町（あいのやまち） - 伊勢崎市
- 采女（うねめ） - 伊勢崎市
- 田部井町（ためがいまち） - 伊勢崎市

※現在の行政上の読みは「たべいまち」。
- 境百々（さかいどうどう） - 伊勢崎市
- 八斗島町（やったじままち） - 伊勢崎市
- 治良門橋（じろえんばし） - 太田市
- 茂木町（もてぎちょう） - 太田市

- 堀廻町（ほりめぐりまち） - 沼田市
- 利根町老神（とねまちおいがみ） - 沼田市
- 松井田町国衙（まついだまちこくが） - 安中市
- 相水谷津（そうずいやつ） - 安中市
- 文殊寺（もじょうじ） - 安中市

※旧地名。現在は近隣の古墳名などに残る。
- 三ヶ（さんか）- 安中市

同上
- 五ヶ（ごか）- 安中市

同上
- 本動堂（もとゆるぎどう） - 藤岡市
- 神流（かんな） - 多野郡神流町
- 魚尾（よのお） - 多野郡神流町
- 乙父（おっち） - 多野郡上野村
- 乙母（おとも） - 多野郡上野村
- 甘楽（かんら） - 甘楽郡甘楽町
- 八ッ場（やんば） - 吾妻郡長野原町
- 六合（くに） - 吾妻郡中之条町
- 尻高（しったか） - 吾妻郡高山村
- 嬬恋（つまごい） - 吾妻郡嬬恋村
- 政所（まんどころ） - 利根郡みなかみ町
- 師（もろ） - 利根郡みなかみ町
- 御座入（みざのり） - 利根郡片品村
- 邑楽（おうら） - 邑楽郡邑楽町
- 鶉（うずら） - 邑楽郡邑楽町
- 狸塚（むじなづか） - 邑楽郡邑楽町

### 埼玉県
- 清河寺（せいがんじ） - さいたま市西区
- 西遊馬（にしあすま） - さいたま市西区
- 水判土（みずはた） - さいたま市西区
- 風渡野（ふっとの） - さいたま市見沼区
- 猿ヶ谷戸（さるがやと） - さいたま市見沼区
- 宮ヶ谷塔（みやがやとう） - さいたま市見沼区
- 円阿弥（えんなみ） - さいたま市中央区
- 新開（しびらき） - さいたま市桜区
- 神田（じんで） - さいたま市桜区
- 文蔵（ぶぞう） - さいたま市南区
- 道祖土（さいど） - さいたま市緑区
- 釣上（かぎあげ） - さいたま市岩槻区[5]
- 安比奈（あいな） - 川越市
- 田面沢（たのもざわ） - 川越市（→小ヶ谷）
- 鉦打町（かねうちまち） - 川越市
- 郭町（くるわまち） - 川越市
- 妻沼（めぬま） - 熊谷市
- 御稜威ケ原（みいずがはら） - 熊谷市
- 万吉（まげち） - 熊谷市
- 楊井（やぎい） - 熊谷市
- 十二月田（しわすだ） - 川口市（→朝日）

※住所地名としては消滅。交差点・学校名などに残る。
- 榛松（はえまつ） - 川口市
- 利田（かがだ） - 行田市
- 飛沼原（とぬまはら） - 秩父市
- 道明石（みちあかし） - 秩父市
- 寄国土（ゆすくど） - 秩父市
- 神米金（かめがね） - 所沢市
- 下赤工（しもあかだくみ） - 飯能市
- 征矢町（そやちょう） - 飯能市
- 双柳（なみやなぎ） - 飯能市
- 矢颪 （やおろし） - 飯能市
- 蟬指（せみざす） - 飯能市
- 加須（かぞ） - 加須市
- 牛重（うしがさね） - 加須市
- 種足（たなだれ） - 加須市

　※実際の地名は「上種足」「中種足」「下種足」
- 志多見（しだみ） - 加須市
- 礼羽（らいは） - 加須市
- 五十子（いかっこ） - 本庄市
- 吉田林（きたばやし） - 本庄市　※実際の地名は「児玉町吉田林」

- 神戸（ごうど） - 東松山市
- 箭弓（やきゅう） - 東松山市
- 下青鳥（しもおおどり） - 東松山市
- 羽生（はにゅう） - 羽生市
- 村君（むらきみ） - 羽生市　※実際の地名は「上村君」「下村君」
- 弥勒（みろく） - 羽生市
- 生出塚（おいねづか） - 鴻巣市
- 屈巣（くす） - 鴻巣市
- 荊原（ばらはら） - 鴻巣市
- 下忍（しもおし） - 鴻巣市
- 手計（てばか） - 深谷市　※実際の地名は「上手計」「下手計」
- 上敷免（じょうしきめん） - 深谷市
- 起会（おきあい） - 深谷市
- 遊馬町（あすまちょう） - 草加市
- 仏子（ぶし） - 入間市
- 舎人新田（とねりしんでん） - 桶川市
- 栢間（かやま） - 久喜市　※実際の地名は「上栢間」「下栢間」
- 垳（がけ） - 八潮市
- 采女（うねめ） - 三郷市
- 粟生田（あおた） - 坂戸市
- 入西（にっさい） - 坂戸市
- 内国府間（うちごうま） - 幸手市
- 外国府間（そとごうま） - 幸手市
- 脚折（すねおり） - 鶴ヶ島市 ※実際の地名は「脚折」「脚折町」
- 猿田（やえんだ） - 日高市
- 女影（おなかげ） - 日高市
- 高麗（こま） - 日高市
- 三芳（みよし） - 入間郡三芳町
- 毛呂（もろ） - 入間郡毛呂山町
- 越生（おごせ） - 入間郡越生町
- 如意（ねおい） - 入間郡越生町
- 靱負（ゆきえ） - 比企郡小川町
- 蚊斗谷（かばかりや） - 比企郡吉見町
- 大豆戸（まめど） - 比企郡鳩山町
- 椚平（くぬぎだいら） - 比企郡ときがわ町
- 男衾（おぶすま） - 大里郡寄居町[6]
- 波久礼（はぐれ） - 大里郡寄居町
- 風布（ふうぷ） - 大里郡寄居町
- 百間（もんま） - 南埼玉郡宮代町

### 千葉県
- 園生町（そんのうちょう） - 千葉市稲毛区
- 生実町（おゆみちょう） - 千葉市中央区[7]
- 登戸（のぶと） - 千葉市中央区
- 犢橋町（こてはしちょう） - 千葉市花見川区
- 土気町（とけちょう） - 千葉市緑区
- 小食土町（やさしどちょう） - 千葉市緑区
- 誉田町（ほんだまち） - 千葉市緑区（兵庫県たつの市は同じ読み、大阪府羽曳野市は「こんだ」と読む）

- 香取（かんどり） - 市川市
- 国府台（こうのだい） - 市川市
- 稲荷木（とうかぎ） - 市川市
- 奉免町（ほうめまち） - 市川市
- 北方町（ぼっけまち） - 市川市[8]
- 行々林（おどろばやし） - 船橋市
- 葛飾町（かつしかちょう） - 船橋市
- 飯山満町（はさまちょう） - 船橋市
- 神保町（じんぼうちょう） - 船橋市
- 幸田（こうで） - 松戸市
- 五香六実（ごこうむつみ） - 松戸市
- 七畝割（ななせわり）- 松戸市
- 三ヶ月（みこぜ） - 松戸市
- 主水新田（もんとしんでん） - 松戸市
- 座生（ざおう） - 野田市
- 次木（なみき） - 野田市[9]
- 墨名（とな） - 勝浦市
- 部原（へばら） - 勝浦市
- 浜行川（はまなめかわ） - 勝浦市
- 求名（ぐみょう） - 東金市
- 大豆谷（まめざく） - 東金市
- 薄島（すすきしま） - 東金市
- 砂古瀬（いさごぜ） - 東金市
- 武射田（むざた） - 東金市
- 篠籠田（しこだ） - 柏市
- 逆井（さかさい） - 柏市
- 船戸山高野（ふなどやまごうや） - 柏市
- 若白毛（わかしらが） - 柏市
- 飯給（いたぶ） - 市原市
- 不入斗（いりやまず） - 市原市
- 廿五里（ついへいじ） - 市原市
- 海士有木（あまありき） - 市原市
- 名都借（なづかり） - 流山市
- 生谷（おぶかい） - 佐倉市
- 神門（ごうど） - 佐倉市
- 中尾余町（なかびよまち） - 佐倉市
- 野狐台町（やっこだいまち） - 佐倉市

- 松崎（まんざき） - 成田市
- 神久保（いものくぼ） - 八千代市
- 我孫子（あびこ） - 我孫子市
- 都部（いちぶ） - 我孫子市
- 岡発戸（おかほっと） - 我孫子市
- 下ケ戸（さげと） - 我孫子市
- 中峠（なかびょう） - 我孫子市
- 日秀（ひびり） - 我孫子市
- 横渚（よこすか） - 鴨川市
- 貝渚（かいすか） - 鴨川市
- 打墨（うつつみ） - 鴨川市
- 太田学（おだがく） - 鴨川市
- 金束（こづか） - 鴨川市
- 主基西（すきにし） - 鴨川市
- 北風原（ならいはら） - 鴨川市
- 猫実（ねこざね） - 浦安市
- 砂（いさご） - 八街市
- 文違（ひじかい） - 八街市
- 八街（やちまた） - 八街市
- 匝瑳（そうさ） - 匝瑳市
- 丁子（ようろご） - 香取市
- 神々廻（ししば） - 白井市
- 安食卜杭（あじきぼっくい） - 印西市
- 木下（きおろし） - 印西市
- 将監（しょうげん） - 印西市
- 草深（そうふけ）- 印西市
- 酒々井（しすい） - 印旛郡酒々井町
- 猿楽場（さかくば） - 印旛郡酒々井町
- 東浪見（とらみ） - 長生郡一宮町
- 鹿渡（しかわたし） - 四街道市
- 南波佐間（なばさま） - 四街道市
- 鹿放ヶ丘（ろっぽうがおか） - 四街道市
- 千倉町忽戸（ちくらちょうこっと） - 南房総市
- 華表裏（とりいかわ） - 南房総市
- 大房岬（たいぶさみさき） - 南房総市

### 東京都
- 東亰 - 俗字

特別区(東京23区)
- 旅籠町（はたごまち） - 千代田区（→外神田）
- 日本橋馬喰町（にほんばしばくろちょう） - 中央区
- 檜物町（ひものちょう） - 中央区

（→日本橋、八重洲）
- 蓬莱橋（ほうらいばし） - 中央区 ※交差点に残る。
- 槙町（まきまち） - 中央区（→京橋）
- 薬研堀（やげんぼり） - 中央区（→東日本橋）
- 麻布狸穴町（あざぶまみあなちょう） - 港区
- 霞岳（かすみがおか） - 新宿区
- 十二社（じゅうにそう） - 新宿区（→西新宿）

※地名としては消滅。バス停などに残る。
- 角筈（つのはず） - 新宿区（→西新宿）

※バス停、新宿区の出張所名、地域センター名に残る。
- 筑土八幡町（つくどはちまんちょう） - 新宿区
- 改代町（かいたいちょう） - 新宿区
- 駕籠町（かごまち） - 文京区（→千石）
- 指谷（さしがや、さすがや） - 文京区（→春日）
- 真砂坂（まさござか） - 文京区（→本郷）
- 大和郷（やまとむら） - 文京区（→本駒込）

※地名としては消滅。住宅地に残る。
- 厩橋（うまやばし） - 台東区
- 御徒町（おかちまち） - 台東区（→上野）
- 吾嬬（あづま→あずま） - 墨田区

（→立花、文花、京島）
- 請地（うけじ） - 墨田区（→押上）
- 業平（なりひら） - 墨田区
- 亀戸（かめいど） - 江東区
- 東雲（しののめ） - 江東区
- 碑文谷（ひもんや） - 目黒区
- 不入斗（いりやまず） - 大田区（→大森北）
- 糀谷（こうじや） - 大田区
- 粕谷（かすや） - 世田谷区
- 砧（きぬた） - 世田谷区
- 駒繋（こまつなぎ） - 世田谷区（→下馬）- 世田谷区
- 等々力（とどろき） - 世田谷区
- 廻沢（めぐりさわ） - 世田谷区（→千歳台）
- 厩道（うまやみち） - 渋谷区（→千駄谷）
- 忍川橋（おしかわばし） - 杉並区（→荻窪）
- 豊島（としま） - 豊島区
- 雑司が谷（ぞうしがや） - 豊島区
- 姥橋（うばがばし） - 北区（→西が丘）

※地名としては消滅。バス停に残る。
- 日暮里（にっぽり） - 荒川区
- 小豆沢（あずさわ） - 板橋区
- 小榑（こぐれ） - 練馬区
- 石神井（しゃくじい） - 練馬区
- 貫井（ぬくい） - 練馬区
- 乗潴（のりぬま） - 練馬区
- 前原（まえっぱら） - 練馬区

（→石神井町、東大泉）
※交差点に残る。
- 足立（あだち） - 足立区
- 興野（おきの） - 足立区
- 舎人（とねり） - 足立区
- 葛飾（かつしか） - 葛飾区
- 鹿骨（ししぼね） - 江戸川区
- 棒茅場（ぼうしば） - 江戸川区（→北葛西）

※地名としては消滅。バス停に残る。
- 谷河内（やごうち） - 江戸川区
- 興宮町（おきのみやちょう） - 江戸川区

市町村（多摩地域および島嶼部）
- 押越（おっこし） - 八王子市
- 上柚木（かみゆぎ） - 八王子市
- 椚田町（くぬぎたまち） - 八王子市
- 下柚木（しもゆぎ） - 八王子市
- 廿里町（とどりまち） - 八王子市
- 鑓水（やりみず） - 八王子市
- 摺差（するさし） - 八王子市

※地名としては消滅。
- 登々（とど） - 八王子市

※地名としては消滅。
- 堀合（ほりあわい） - 三鷹市

※地名としては消滅（現：上連雀一丁目）。
遊歩道などの名前で残る。
- 牟礼（むれ） - 三鷹市
- 東青梅（ひがしおうめ） - 青梅市
- 柚木町（ゆぎまち） - 青梅市
- 師岡町（もろおかちょう）- 青梅市
- 蜆沢（えびさわ） - 青梅市

※地名としては消滅。
- 高土戸（たかっと） - 青梅市

※地名としては消滅。
- 極指（きわざす） - 青梅市

※地名としては消滅。
- 蚕種石（こたねいし） - 町田市

※「こだねいし」とも読む。
- 作ヶ畬（さくがあらく） - 町田市
- 暖沢前（ぬくざわまえ） - 町田市
- 奈良林（ならばい） - 町田市

※「奈良ばい」の表記が一般的。「奈良ばし」とも。
- 清田谷（せいだや） - 町田市
- 暖沢前（ぬくざわまえ） - 町田市
- 馬場窪（ばんばくぼ） - 町田市
- 松下谷戸（しょうかやと） - 町田市

※「しょうかんやと」とも読む。
- 竜沢（りゅうたく） - 町田市

※「柳沢」とも書く。
- 結道（ゆいどう） - 町田市
- 内裏谷戸（だいりやと） - 町田市
- 貫井北町（ぬくいきたまち） - 小金井市
- 貫井南町（ぬくいみなみちょう） - 小金井市
- 回田町（めぐりたちょう） - 小平市
- 百草（もぐさ） - 日野市、多摩市
- 廻田町（めぐりたちょう） - 東村山市
- 福生（ふっさ） - 福生市
- 狛江（こまえ） - 狛江市
- 南街（なんがい）- 東大和市
- 乞田（こった） - 多摩市
- 平久保（びりくぼ） - 多摩市

※地名としては消滅。
- 恋路原（こうじっぱら） - 多摩市

※地名としては消滅。
- 天井返（てんじょうがえし） - 多摩市

※地名としては消滅。
- 半過田（はんがた） - 多摩市

※地名としては消滅。
- 百村（もむら） - 稲城市
- 恋久保（おんがくぼ） - 稲城市
- 鐙野原（あぶのっぱら） - 稲城市
- 将監谷（しょうぎやと） - 稲城市
- 石名久保（いながくぼ） - 稲城市
- 上谷戸（かさやと） - 稲城市
- 地震谷（じしょういんやと） - 稲城市
- 大原（おっぱら） - 稲城市
- 大廻原（おんまわし） - 稲城市
- 栗木坂（くるぎざか） - 稲城市
- 大平（おおっぴら） - 稲城市
- 九日田（くんちでん） - 稲城市
- 和哥蔵（わかんぞう） - 稲城市
- 打越（おっこし） - 稲城市
- 玉川河原（たまがっかわら） - 稲城市
- 閑古島（かんきょうじま） - 稲城市
- 曲根ノ内（かねのうち） - 稲城市
- 砂場（すなっぱ） - 稲城市
- 浄海（じょうけい） - 稲城市
- 風破井（かざへい） - 稲城市
- 光西島（こおせっちま） - 稲城市
- 新川端（しんかばた） - 稲城市
- 幸方（こおかた） - 稲城市
- 熊野堂（くまんどう） - 稲城市
- 城山（きざん） - 稲城市
- 稲荷島（とおがっちま） - 稲城市
- 乙津（おつ） - あきる野市
- 網代（あじろ） - あきる野市
- 油平（あぶらだい）- あきる野市
- 留原（ととはら） - あきる野市
- 柳沢（やぎさわ） - 西東京市
- 長岡下師岡（ながおかしももろおか）西多摩郡瑞穂町
- 神戸（かのと） - 西多摩郡檜原村
- 人里（へんぼり） - 西多摩郡檜原村
- 笛吹（うずしき） - 西多摩郡檜原村
- 三都郷（みつご） - 西多摩郡檜原村
- 大丹波（おおたば） - 西多摩郡奥多摩町
- 小丹波（こたば） - 西多摩郡奥多摩町
- 留浦（とずら） - 西多摩郡奥多摩町
- 海澤（うなざわ） - 西多摩郡奥多摩町
- 上坂（あがっさか） - 西多摩郡奥多摩町
- 登計（とけ） - 西多摩郡奥多摩町
- 負夏地（おいなっち） - 西多摩郡奥多摩町
- 雨風り（あめふり） - 西多摩郡奥多摩町
- 木積場（きつんば） - 大島町
- 仲中（なかっちゅう） - 大島町
- 利島（としま） - 利島村
- 高処山（たこうさん） - 神津島村
- 祇苗島（ただなえじま） - 神津島村
- 休戸郷（やすんどごう） - 青ヶ島村
- 聟島（むこじま） - 小笠原村

### 神奈川県
- 尻手（しって） - 横浜市鶴見区
- 佃野町（つくのちょう） - 横浜市鶴見区
- 神大寺（かんだいじ） - 横浜市神奈川区
- 浅間町（せんげんちょう） - 横浜市西区
- 尾上町（おのえちょう） - 横浜市中区
- 根岸加曽台（ねぎしかぞうだい） - 横浜市中区
- 弘明寺町（ぐみょうじちょう） - 横浜市南区
- 蒔田（まいた） - 横浜市南区
- 帷子町（かたびらちょう） - 横浜市保土ケ谷区
- 神戸町（ごうどちょう） - 横浜市保土ケ谷区
- 氷取沢町（ひとりざわちょう） - 横浜市磯子区
- 屏風浦（びょうぶがうら） - 横浜市磯子区
- 乙舳町（おっともちょう） - 横浜市金沢区
- 新羽町（にっぱちょう） - 横浜市港北区
- 大豆戸（まめど） - 横浜市港北区
- 汲沢（ぐみざわ） - 横浜市戸塚区
- 野庭町（のばちょう） - 横浜市港南区
- 日限山（ひぎりやま） - 横浜市港南区
- 万騎が原（まきがはら） - 横浜市旭区
- 三ツ境（みつきょう） - 横浜市瀬谷区
- 犬山町（いのやまちょう） - 横浜市栄区
- 公田町（くでんちょう） - 横浜市栄区
- 鉄町（くろがねちょう） - 横浜市青葉区
- 保野（やすの） - 横浜市青葉区（→美しが丘）
- 池辺町（いこのべちょう） - 横浜市都筑区

※現在はいけべと読むこともある。
- 川向町（かわむこうちょう） - 横浜市都筑区
- 城古場（ぎこば） - 横浜市都筑区
- 砂子（いさご） - 川崎市川崎区
- 等々力（とどろき） - 川崎市中原区
- 明津（あくつ） - 川崎市高津区
- 菅仙谷（すげせんごく） - 川崎市多摩区
- 神木（しぼく） - 川崎市宮前区
- 橘樹郡（たちばなのこおり、たちばなぐん） - 横浜市、川崎市
- 不入斗（いりやまず） - 横須賀市
- 追浜（おっぱま） - 横須賀市
- 公郷町（くごうちょう） - 横須賀市
- 比与宇（ひよう） - 横須賀市
- 逸見（へみ） - 横須賀市
- 入野（いの） - 平塚市
- 鬼城（おんじろ）- 平塚市
- 纒（まとい）- 平塚市

つくりは厂＋黒＋土。異字体の「纏」（まとい）と誤記されやすい。
- 烏啼（からすなき）- 平塚市・秦野市

秦野市の行政上の地名としては消滅。
平塚市真田の小字としてのみ残る。
- 公所（ぐぞ） - 平塚市
- 達上ヶ丘（たんじょうがおか） - 平塚市
- 寺田縄（てらだな） - 平塚市
- 扇ガ谷（おうぎがやつ） - 鎌倉市

他、鎌倉市内には「-谷」で「-やつ」「-がやつ」と読む地名が多数存在する。
- 化粧坂（けわいざか） - 鎌倉市
- 十二所（じゅうにそ） - 鎌倉市
- 西御門（にしみかど） - 鎌倉市
- 城廻（しろめぐり） - 鎌倉市
- 獺郷（おそごう） - 藤沢市
- 大庭（おおば） - 藤沢市
- 鵠沼（くげぬま） - 藤沢市
- 大鋸（だいぎり） - 藤沢市
- 入生田（いりゅうだ） - 小田原市
- 上町（かのまち） - 小田原市
- 栢山（かやま） - 小田原市
- 川匂（かわわ） - 小田原市、中郡二宮町
- 国府津（こうづ） - 小田原市
- 酒匂（さかわ） - 小田原市
- 曽我光海（そがこうみ） - 小田原市
- 行谷（なめがや） - 茅ヶ崎市
- 逗子（ずし） - 逗子市
- 雨降（あめふらし） - 相模原市緑区
- 寸沢嵐（すわらし、すあらし） - 相模原市緑区
- 鳥屋（とや） - 相模原市緑区
- 三ケ木（みかげ） - 相模原市緑区
- 当麻（たいま） - 相模原市南区
- 海外町（かいとちょう） - 三浦市
- 初声町（はっせまち） - 三浦市
- 秦野（はだの） - 秦野市
- 太夫窪（たいくぼ） - 秦野市（→北矢名）
- 名古木（ながぬき） - 秦野市
- 茨原（ばらはら） - 秦野市（→南矢名）
- 三廻部（みくるべ） - 秦野市
- 不弓引（ゆみひかず） - 秦野市（→鶴巻）
- 依知（えち） - 厚木市
- 公所（ぐじょ） - 厚木市
- 温水（ぬるみず） - 厚木市
- 公所（ぐぞ） - 大和市
- 草柳（そうやぎ） - 大和市
- 神戸（ごうど） - 伊勢原市
- 望地（もうち） - 海老名市
- 夷参（いさま） - 座間市
- 怒田（ぬだ） - 南足柄市
- 班目（まだらめ） - 南足柄市
- 壗下（まました） - 南足柄市
- 蓼川（たてかわ） - 綾瀬市
- 小谷（こやと） - 高座郡寒川町

他、県内には「谷」を「やと」と読む地名が多数存在する。
- 小動（こゆるぎ） - 高座郡寒川町
- 高麗（こま） - 中郡大磯町
- 余綾（よろぎ） - 中郡大磯町、二宮町
- 久所（ぐぞ） - 足柄上郡中井町
- 古怒田（こぬた） - 足柄上郡中井町
- 半分形（はぶがた） - 足柄上郡中井町
- 松田庶子（まつだそし） - 足柄上郡松田町
- 寄（やどりき、やどりぎ、やどろぎ） - 足柄上郡松田町[10]
- 都夫良野（つぶらの） - 足柄上郡山北町
- 谷ケ（やが） - 足柄上郡山北町
- 海底（おぞこ） - 愛甲郡愛川町
- 八菅山（はすげさん） - 愛甲郡愛川町
- 三増（みませ） - 愛甲郡愛川町
- 法論堂（おろんど） - 愛甲郡清川村

※おろんどうと読むこともある。